# Vasili Botkin
Vasili Petróvich Botkin, en ruso original Васи́лий Петро́вич Бо́ткин (Moscú, 8 de enero de 1812 - San Petersburgo, 22 de octubre de 1869), escritor, traductor, periodista, crítico literario y musical, hispanista y viajero ruso.
Era el hijo de un rico comerciante y hermano del médico Serguéi Botkin. Se convirtió en un políglota y acumuló gran erudición y gustos muy refinados en arte y música. Aunque era liberal moderado en los años 1830 y 1840, se asoció al círculo de Nikolái Stankévich y a occidentalistas como Mijaíl Bakunin, Visarión Belinski y Aleksandr Herzen. Viajó por Europa conociendo a personajes tan importantes como Karl Marx, Louis Blanc y Víctor Hugo. Fue el primer ruso en dar a conocer en su país los escritos de Friedrich Engels publicando un resumen de su folleto Schelling y el Apocalipsis en 1843 en la revista Notas de la Patria. Publicó críticas de exposiciones artísticas y sobre William Shakespeare, E. T. A. Hoffmann y George Sand. En el campo de la música escribió La música italiana y alemana (1839), Sobre la importancia estética de la Nueva Escuela de Piano (1850) y algunos artículos sobre ópera italiana. Entre 1847 y 1849 publicó sus Cartas sobre España en El Contemporáneo, una de sus obras más populares, considerada el mejor libro de viajes en ruso escrito en el siglo XIX; en él no solo comenta su itinerario, sino que interpreta la historia, cultura, sociedad y política de España en 1845.
Su extensa correspondencia con Belinski, Lev Tolstói y otros es de gran interés social. Gran parte de su teoría estética y literaria se puede encontrar en su Epistolario, especialmente en las cartas que escribió a Iván Turguénev. Las revoluciones de 1848 asustaron a Vasili y rompió con sus socios socialistas llegando a ser políticamente conservador con el paso del tiempo. Esto se reflejó también en sus posturas críticas. Expuso la teoría del Arte por el arte junto con Aleksandr Druzhinin y Pável Ánnenkov.